# … And Then There Was X
… And Then There Was X (englisch für „… und dann gab es X“) ist das dritte Studioalbum des US-amerikanischen Rappers DMX. Es wurde am 21. Dezember 1999 über die Labels Ruff Ryders Entertainment und Def Jam Recordings veröffentlicht.

## Produktion
Bei dem Album fungierten Dee und Waah Dean als ausführende Produzenten. Jeweils vier Lieder wurden von den Musikproduzenten Swizz Beatz und P. Killer Trackz produziert, während Dame Grease zwei Instrumentals beisteuerte. Weitere Beats stammen von Irv Gotti, DJ Shok, Nokio, Self Service und Billy Gray.

## Covergestaltung
Das Albumcover zeigt groß den grauen Buchstaben X in Form eines angebrannten Blatt Papiers, auf dem ein Text steht. Links oben im Bild befindet sich der weiße Schriftzug … And Then There Was, während der Hintergrund aus einer Steinmauer besteht.

## Gastbeiträge
Auf vier Liedern des Albums sind neben DMX andere Künstler vertreten. So hat der Sänger Sisqó einen Gastauftritt im Song What These Bitches Want, während auf D-X-L (Hard White) die Rapgruppe The LOX und der Rapper Drag-On zu hören sind. Die Sängerin Regina Bell unterstützt DMX auf Angel und das Stück Good Girls, Bad Guys ist eine Kollaboration mit Dyme.

## Titelliste
| #  | Titel                              | Gastmusiker      | Produzent               | Länge |
| -- | ---------------------------------- | ---------------- | ----------------------- | ----- |
| 1  | The Kennel (Skit)                  |                  |                         | 0:36  |
| 2  | One More Road to Cross             |                  | Swizz Beatz             | 4:20  |
| 3  | The Professional                   |                  | P. Killer Trackz        | 3:35  |
| 4  | Fame                               |                  | Dame Grease             | 3:37  |
| 5  | Alot to Learn (Skit)               |                  |                         | 0:39  |
| 6  | Here We Go Again                   |                  | DJ Shok                 | 3:52  |
| 7  | Party Up                           |                  | Swizz Beatz             | 4:28  |
| 8  | Make a Move                        |                  | P. Killer Trackz        | 3:33  |
| 9  | What These Bitches Want            | Sisqó            | Nokio                   | 4:13  |
| 10 | What’s My Name?                    |                  | Self Service, Irv Gotti | 3:52  |
| 11 | More 2 a Song                      |                  | P. Killer Trackz        | 3:42  |
| 12 | Don’t You Ever                     |                  | Swizz Beatz             | 3:48  |
| 13 | The Shakedown (Skit)               |                  |                         | 0:35  |
| 14 | D-X-L (Hard White)                 | The LOX, Drag-On | Dame Grease             | 4:21  |
| 15 | Comin’ for Ya                      |                  | Swizz Beatz             | 4:02  |
| 16 | Prayer III                         |                  |                         | 2:00  |
| 17 | Angel                              | Regina Bell      | Irv Gotti, Billy Gray   | 5:07  |
| 18 | Good Girls, Bad Guys (Bonus-Track) | Dyme             | P. Killer Trackz        | 3:55  |

## Chartplatzierungen und Singles
… And Then There Was X stieg am 10. Januar 2000 auf Platz 46 in die deutschen Charts ein und belegte in den folgenden Wochen die Ränge 70 und 59, bevor es erneut Position 46 erreichte. Insgesamt hielt sich das Album zehn Wochen in den Top 100. In den Vereinigten Staaten stieg das Album auf Platz 1 in die Charts ein und konnte sich 74 Wochen in den Top 200 halten.
Als Singles wurden die Lieder What’s My Name? (US #67, 11 Wo.), Party Up (Up in Here) (US #27, 21 Wo.) und What These Bitches Want (US #49, 20 Wo.) ausgekoppelt.

## Verkaufszahlen und Auszeichnungen
… And Then There Was X verkaufte sich in den Vereinigten Staaten über fünf Millionen Mal und erhielt dafür im Jahr 2001 in den USA 5-fach-Platin. Es ist somit das kommerziell erfolgreichste Album des Rappers. Obwohl sich der Tonträger nicht in den britischen Charts platzieren konnte, bekam er hier 2021 für mehr als 100.000 verkaufte Exemplare eine Goldene Schallplatte.
Bei den Grammy Awards 2001 wurde … And Then There Was X in der Kategorie Best Rap Album nominiert, unterlag jedoch The Marshall Mathers LP von Eminem.

## Rezeption
| Professionelle Bewertungen | Professionelle Bewertungen |
| -------------------------- | -------------------------- |
| Kritiken                   |                            |
| Quelle                     | Bewertung                  |
| laut.de                    | [ 7 ]                      |
| Rolling Stone              | [ 8 ]                      |
| allmusic                   | [ 9 ]                      |
| RapReviews                 | [ 10 ]                     |

Das E-Zine laut.de gab dem Tonträger drei von möglichen fünf Bewertungspunkten. Dabei werden die Texte als inhaltslos bezeichnet. Außerdem wird das Album als eintönig kritisiert.

„Insgesamt kann diese Scheibe nicht überzeugen, auch wenn sie in den USA auf Platz eins war. Die letzten Veröffentlichungen waren um einiges besser, man könnte fast vermuten, hier wurde schnell noch eine Platte rausgebracht, bevor der Name DMX aus den Köpfen der Konsumenten gelöscht ist. Man muss abwarten, ob er sich für seine nächsten Produktionen vielleicht ein wenig mehr Zeit nimmt, um wieder qualitativ anspruchsvollere Musik zu machen.“

Die Musikzeitschrift Rolling Stone bewertete … And Then There Was X mit drei von fünf möglichen Punkten. In der Rezension weist die Redaktion darauf hin, dass DMX auf seinem dritten Album den Stil seiner ersten beiden Tonträger verfolgt und dem Zuhörer nichts Neues liefert. Dies ist jedoch das, was die Fans des Rappers von seinem Album erwarten.